# Miguel González Lázaro
Miguel Ángel González Lázaro (Valencia, 24 settembre 1938 – Valencia, 4 luglio 2022) è stato un cestista spagnolo.

## Carriera
Con la Spagna ha disputato i Giochi olimpici di Roma 1960 e due edizioni dei Campionati europei (1963, 1965).

## Palmarès
- Campionato spagnolo: 2

Real Madrid: 1964-65, 1965-66
- Copa del Rey: 2

Real Madrid: 1965, 1966
- Coppa dei Campioni: 1

Real Madrid: 1964-65